# Torneo Apertura 2019 (El Salvador)
El Torneo Apertura 2019 fue la nonagésima edición del campeonato de liga de la Primera División del fútbol salvadoreño (en general); se trató del 43.° torneo corto, luego del cambio en el formato de competencia, con el que se inicia la temporada 2019-20.
Este torneo presentó como novedad la desaparición de Pasaquina, quien la FESFUT decidió desafiliar de la Primera debido a que el club tenía problemas económicos; y el 11 Deportivo tomó la categoría.
El torneo inició de forma oficial el sábado 27 de julio de 2019 en el Estadio Juan Francisco Barraza con el juego entre el campeón defensor Águila y el equipo ascendido El Vencedor, este juego finalizó con victoria del campeón defensor con marcador de 3 - 0.
La final se disputó entre Alianza y FAS, que se realizó el 22 de diciembre de 2019 en el mismo escenario deportivo, donde se impuso el cuadro albo con marcador de 1 a 0 y obtuvo el décimo cuarto título en su palmarés.

## Nuevo formato de competencia[2]
El torneo se divide en dos partes:
- Fase de clasificación: Formado por los 132 partidos en las 22 jornadas disputadas.
- Fase final: Repechaje semifinales, semifinales y final. (Formado por 9 partidos).

### Fase de clasificación
Los 12 equipos participantes jugarán una ronda clasificatoria de todos contra todos en visita recíproca, terminando en 22 fechas de 6 partidos cada una, para un total de 132 partidos clasificatorios. Se utiliza un sistema de puntos, que se presenta así:
- Por victoria se obtendrán 3 puntos.
- Por empate se obtendrá 1 punto.
- Por derrota no se obtendrán puntos.

Al finalizar las 22 jornadas, la tabla se ordenará con base en los clubes que hayan obtenido la mayoría de puntos, en caso de empates, se toman los siguientes criterios:
1. Puntos
2. Puntos obtenidos entre los equipos empatados
3. Diferencial de goles
4. Goles anotados
5. Goles anotados en condición visitante.

### Fase final
Mientras el primero y segundo lugar clasifican directamente a las semifinales, los cuatro equipos restantes se enfrentan en un play-offs para obtener los últimos dos cupos a semifinales, de la siguiente manera:
3º vs 6º
4º vs 5º
Los equipos ganadores clasificarán a las semifinales, enfrentándose al primer y segundo lugar de la ronda clasificatoria, de la siguiente forma:
1º vs 4º/5º
2º vs 3º/6º
Los clubes vencedores en los partidos de playoffs y semifinales serán aquellos que en los dos juegos anoten el mayor número de goles. De existir empate en el número de goles anotados, la posición se definirá a favor del club con mayor cantidad de goles a favor cuando actúe como visitante.
Si una vez aplicado el criterio anterior los clubes siguieran empatados, se observará la posición de los clubes en la tabla general de clasificación.
Los ganadores de las semifinales se enfrentarán en la Gran Final, disputándose a partido único.
El campeón clasifica a la Liga Concacaf 2020.

## Relevo anual de clubes
| Pos   | Ascendidos a la Primera |
| ----- | ----------------------- |
| Prom. | El Vencedor             |
| CC    | 11 Deportivo            |

| Pos  | Descendidos a la Serie B |
| ---- | ------------------------ |
| 9.º  | Pasaquina                |
| 12.º | Luis Ángel Firpo         |

## Equipos participantes

### Equipos por departamento
| N° | Departemento | Equipos              |
| -- | ------------ | -------------------- |
| 2  | Santa Ana    | FAS e Isidro Metapán |
| 1  | La Unión     | Municipal Limeño     |
| 1  | San Miguel   | Águila               |
| 1  | San Salvador | Alianza              |
| 1  | La Libertad  | Santa Tecla          |
| 1  | Sonsonate    | Sonsonate            |
| 1  | Chalatenango | Chalatenango         |
| 1  | San Vicente  | Independiente        |
| 1  | Morazán      | Jocoro               |
| 1  | Usulután     | El Vencedor          |
| 1  | Ahuachapán   | 11 Deportivo         |

### Información de los equipos
| Nombre del club                     | Ciudad             | Entrenador           | Estadio                  | Capacidad | Marca        | Patrocinador                                          |
| ----------------------------------- | ------------------ | -------------------- | ------------------------ | --------- | ------------ | ----------------------------------------------------- |
| Club Deportivo Águila               | San Miguel         | Daniel Messina       | Juan Francisco Barraza   | 15 500    | Umbro        | Ver lista Tigo Mister Donut                           |
| Alianza Fútbol Club                 | San Salvador       | Wilson Gutiérrez     | Cuscatlán                | 53 400    | Umbro        | Ver lista Tigo Mister Donut                           |
| Asociación Deportiva Chalatenango   | Chalatenango       | Juan Ramón Sánchez   | José Gregorio Martínez   | 15 000    | Milán        | Ver lista Lemus Premium Center                        |
| Club Deportivo El Vencedor          | Santa Elena        | Víctor Coreas        | Sergio Torres Rivera     | 10 000    | Galaxia      | Ver lista Pilsener KTOR Sports                        |
| Club Deportivo FAS                  | Santa Ana          | Guillermo Rivera     | Óscar Alberto Quiteño    | 17 500    | Joma         | Ver lista Pilsener Tigo                               |
| Club Social Independiente           | San Vicente        | David Omar Sevilla   | Jiboa                    | 8 000     | Pancho Sport | Ver lista INJIBOA Acodjar de R.L.                     |
| Asociación Deportiva Isidro Metapán | Metapán            | Edwin Portillo       | Jorge "Calero" Suárez    | 10 000    | Milán        | Ver lista Arroz San Pedro Agroamigo                   |
| Jocoro Fútbol Club                  | Jocoro             | Marvin Benítez       | Dr. Ramón Flores Berríos | 5 000     | Milán        | Ver lista Caja de Crédito Jocoro                      |
| Club Deportivo Municipal Limeño     | Santa Rosa de Lima | Por definir          | Dr. Ramón Flores Berríos | 5 000     | Innova Sport | Ver lista Universidad Dr. Andrés Bello                |
| 11 Deportivo Fútbol Club            | Ahuachapán         | Pablo Quiñónez       | Simeón Magaña            | 5 000     | Maca         | Ver lista Claro Pepsi                                 |
| Santa Tecla Fútbol Club             | Santa Tecla        | Marco Sánchez Yacuta | Las Delicias             | 10 000    | Kelme        | Ver lista Tigo Pollo Indio                            |
| Sonsonate Fútbol Club               | Sonsonate          | Rubén Da Silva       | Ana Mercedes Campos      | 10 000    | Milán        | Ver lista Alcaldía Municipal de Sonsonate Leche Salud |

## Tabla general
- Datos actualizados el día 2 de diciembre de 2019.[14]

| Pos. | Equipos          | PJ | PG | PE | PP | GF | GC | Dif. | Pts. |
| ---- | ---------------- | -- | -- | -- | -- | -- | -- | ---- | ---- |
| 1.   | Alianza          | 22 | 14 | 6  | 2  | 38 | 18 | 20   | 48   |
| 2.   | FAS              | 22 | 10 | 7  | 5  | 38 | 25 | 13   | 37   |
| 3.   | Municipal Limeño | 22 | 10 | 5  | 7  | 33 | 29 | 4    | 35   |
| 4.   | Sonsonate        | 22 | 10 | 5  | 7  | 33 | 37 | -4   | 35   |
| 5.   | Águila           | 22 | 9  | 5  | 8  | 24 | 23 | 1    | 32   |
| 6.   | Santa Tecla      | 22 | 8  | 7  | 7  | 33 | 26 | 7    | 31   |
| 7.   | El Vencedor      | 22 | 7  | 8  | 7  | 31 | 28 | 3    | 29   |
| 8.   | Isidro Metapán   | 22 | 7  | 8  | 7  | 28 | 29 | -1   | 29   |
| 9.   | Chalatenango     | 22 | 7  | 7  | 8  | 34 | 36 | -2   | 28   |
| 10.  | Independiente    | 22 | 4  | 9  | 9  | 22 | 32 | -10  | 21   |
| 11.  | Jocoro           | 22 | 4  | 5  | 13 | 22 | 32 | -10  | 19   |
| 12.  | 11 Deportivo     | 22 | 4  | 4  | 14 | 21 | 42 | -21  | 14   |

|  | Semifinales.        |
|  | Repechaje.          |
|  | Riesgo de descenso. |

### Evolución de la clasificación
| Jornada          | 1  | 2  | 3  | 4  | 5  | 6  | 7  | 8  | 9  | 10 | 11 | 12 | 13 | 14 | 15 | 16 | 17 | 18 | 19 | 20 | 21 | 22 |
| Equipo           |    |    |    |    |    |    |    |    |    |    |    |    |    |    |    |    |    |    |    |    |    |    |
| ---------------- | -- | -- | -- | -- | -- | -- | -- | -- | -- | -- | -- | -- | -- | -- | -- | -- | -- | -- | -- | -- | -- | -- |
| Alianza          | 6  | 3  | 3  | 2  | 1  | 1  | 1  | 1  | 1  | 1  | 1  | 1  | 1  | 1  | 1  | 1  | 1  | 1  | 1  | 1  | 1  | 1  |
| FAS              | 5  | 8  | 8  | 6  | 6  | 4  | 6  | 7  | 9  | 9  | 8  | 9  | 8  | 6  | 4  | 3  | 3  | 3  | 2  | 2  | 2  | 2  |
| Municipal Limeño | 2  | 1  | 1  | 1  | 3  | 2  | 2  | 2  | 2  | 3  | 5  | 3  | 5  | 4  | 5  | 4  | 4  | 4  | 4  | 3  | 4  | 3  |
| Sonsonate        | 8  | 7  | 5  | 5  | 4  | 5  | 7  | 5  | 3  | 2  | 2  | 2  | 2  | 2  | 2  | 2  | 2  | 2  | 3  | 4  | 3  | 4  |
| Águila           | 1  | 2  | 2  | 3  | 2  | 3  | 3  | 3  | 6  | 5  | 7  | 8  | 9  | 9  | 9  | 9  | 7  | 8  | 7  | 5  | 5  | 5  |
| Santa Tecla      | 3  | 6  | 7  | 7  | 8  | 7  | 5  | 6  | 5  | 4  | 3  | 5  | 3  | 3  | 3  | 5  | 5  | 5  | 5  | 6  | 7  | 6  |
| El Vencedor      | 11 | 10 | 10 | 11 | 12 | 9  | 9  | 8  | 8  | 6  | 4  | 6  | 4  | 5  | 6  | 7  | 8  | 9  | 9  | 8  | 6  | 7  |
| Isidro Metapán   | 4  | 4  | 4  | 4  | 5  | 6  | 4  | 4  | 4  | 7  | 6  | 4  | 7  | 7  | 8  | 8  | 9  | 7  | 6  | 9  | 9  | 8  |
| Chalatenango     | 12 | 11 | 11 | 10 | 7  | 8  | 8  | 9  | 7  | 8  | 9  | 7  | 6  | 8  | 7  | 6  | 6  | 6  | 8  | 7  | 8  | 9  |
| Independiente    | 9  | 9  | 9  | 9  | 11 | 10 | 10 | 10 | 10 | 10 | 10 | 11 | 10 | 11 | 10 | 10 | 10 | 10 | 10 | 10 | 10 | 10 |
| Jocoro           | 7  | 5  | 6  | 8  | 9  | 11 | 12 | 12 | 11 | 11 | 11 | 10 | 11 | 10 | 11 | 11 | 11 | 11 | 11 | 11 | 11 | 11 |
| 11 Deportivo     | 10 | 12 | 12 | 12 | 10 | 12 | 11 | 11 | 12 | 12 | 12 | 12 | 12 | 12 | 12 | 12 | 12 | 12 | 12 | 12 | 12 | 12 |

### Tabla de resultados cruzados
| Local / Visita   | CDÁ   | AFC   | CHA   | EV    | FAS   | IND   | ISM   | JOC   | MLI   | DEP   | STL   | SON   |
| ---------------- | ----- | ----- | ----- | ----- | ----- | ----- | ----- | ----- | ----- | ----- | ----- | ----- |
| Águila           |       | 0 - 0 | 2 - 2 | 3 - 0 | 1 - 2 | 1 - 0 | 1 - 2 | 2 - 0 | 2 - 3 | 2 - 1 | 1 - 0 | 2 - 1 |
| Alianza          | 2 - 0 |       | 1 - 0 | 4 - 3 | 2 - 2 | 0 - 0 | 2 - 1 | 1 - 0 | 4 - 1 | 3 - 0 | 1 - 0 | 3 - 1 |
| Chalatenango     | 1 - 0 | 1 - 2 |       | 0 - 0 | 1 - 1 | 3 - 1 | 3 - 3 | 2 - 2 | 2 - 3 | 3 - 0 | 3 - 0 | 2 - 4 |
| El Vencedor      | 0 - 0 | 2 - 0 | 1 - 1 |       | 1 - 1 | 0 - 0 | 2 - 2 | 1 - 2 | 1 - 0 | 0 - 1 | 1 - 1 | 2 - 2 |
| FAS              | 1 - 2 | 2 - 2 | 4 - 0 | 4 - 1 |       | 3 - 1 | 1 - 0 | 1 - 2 | 0 - 1 | 2 - 2 | 2 - 1 | 3 - 0 |
| Independiente    | 0 - 1 | 1 - 1 | 0 - 1 | 1 - 2 | 1 - 1 |       | 0 - 1 | 2 - 1 | 2 - 2 | 3 - 0 | 0 - 5 | 1 - 1 |
| Isidro Metapán   | 2 - 0 | 1 - 2 | 2 - 2 | 2 - 1 | 0 - 2 | 4 - 2 |       | 1 - 0 | 0 - 2 | 1 - 2 | 0 - 0 | 1 - 1 |
| Jocoro           | 2 - 2 | 1 - 2 | 4 - 1 | 0 - 3 | 1 - 2 | 0 - 1 | 0 - 1 |       | 1 - 2 | 1 - 0 | 2 - 1 | 0 - 1 |
| Municipal Limeño | 0 - 0 | 1 - 0 | 1 - 3 | 0 - 1 | 1 - 2 | 2 - 3 | 1 - 1 | 2 - 1 |       | 3 - 0 | 2 - 2 | 3 - 1 |
| 11 Deportivo     | 0 - 1 | 1 - 2 | 0 - 3 | 0 - 4 | 1 - 1 | 1 - 1 | 1 - 1 | 2 - 2 | 0 - 1 |       | 2 - 3 | 2 - 3 |
| Santa Tecla      | 2 - 1 | 0 - 0 | 3 - 0 | 1 - 3 | 3 - 1 | 1 - 1 | 2 - 2 | 2 - 0 | 0 - 0 | 2 - 1 |       | 3 - 1 |
| Sonsonate        | 2 - 0 | 1 - 4 | 2 - 1 | 3 - 2 | 1 - 0 | 1 - 1 | 2 - 0 | 0 - 0 | 3 - 2 | 0 - 4 | 2 - 1 |       |

|  | Victoria del equipo local     |
|  | Empate                        |
|  | Victoria del equipo visitante |

## Fase Regular
- La hora de cada encuentro corresponde al huso horario que rige a El Salvador (CST)

Nota: Los horarios y partidos de televisión se definen la semana previa a cada jornada. Los canales Tigo Sports, Canal 4 y Radio YSKL son los medios de difusión por televisión y radio autorizados por la Liga Pepsi para la transmisión por cable de todos los partidos de cada jornada.

### Primera vuelta
| Jornada 1        | Jornada 1 | Jornada 1      | Jornada 1                | Jornada 1   | Jornada 1 | Jornada 1          | Jornada 1      |
| Local            | Resultado | Visitante      | Estadio                  | Fecha       | Hora      | Árbitro            | Directo TV     |
| ---------------- | --------- | -------------- | ------------------------ | ----------- | --------- | ------------------ | -------------- |
| Santa Tecla      | 3 - 0     | Chalatenango   | Las Delicias             | 26 de julio | 19:15     | Ismael Cornejo     | Tigo Sports    |
| Águila           | 3 - 0     | El Vencedor    | Juan Francisco Barraza   | 27 de julio | 15:30     | Germán Martínez    | Canal 4        |
| Municipal Limeño | 3 - 0     | 11 Deportivo   | Dr. Ramón Flores Berríos | 28 de julio | 15:00     | Joel Aguilar       | No Transmitido |
| Independiente    | 0 - 1     | Isidro Metapán | Jiboa                    | 28 de julio | 15:15     | Filiberto Martínez | No Transmitido |
| Alianza          | 2 - 2     | FAS            | Cuscatlán                | 28 de julio | 15:30     | Héctor Salazar     | Canal 4        |
| Sonsonate        | 0 - 0     | Jocoro         | Ana Mercedes Campos      | 28 de julio | 15:30     | Vicente Ruíz       | No Transmitido |

| Jornada 2      | Jornada 2 | Jornada 2        | Jornada 2                | Jornada 2   | Jornada 2 | Jornada 2        | Jornada 2      |
| Local          | Resultado | Visitante        | Estadio                  | Fecha       | Hora      | Árbitro          | Directo TV     |
| -------------- | --------- | ---------------- | ------------------------ | ----------- | --------- | ---------------- | -------------- |
| Jocoro         | 2 - 1     | Santa Tecla      | Dr. Ramón Flores Berríos | 3 de agosto | 15:15     | Elmer Martínez   | No Transmitido |
| Alianza        | 3 - 0     | 11 Deportivo     | Cuscatlán                | 3 de agosto | 15:30     | Rodolfo Castillo | Tigo Sports    |
| El Vencedor    | 0 - 0     | Independiente    | Jiboa                    | 4 de agosto | 15:00     | Ismael Cornejo   | No Transmitido |
| FAS            | 1 - 2     | Águila           | Cuscatlán                | 4 de agosto | 15:30     | Joel Aguilar     | Tigo Sports    |
| Chalatenango   | 2 - 3     | Municipal Limeño | José Gregorio Martínez   | 4 de agosto | 15:30     | Giovanni Corona  | No Transmitido |
| Isidro Metapán | 1 - 1     | Sonsonate        | Jorge "Calero" Suárez    | 4 de agosto | 15:45     | Erick Corleto    | No Transmitido |

| Jornada 3        | Jornada 3 | Jornada 3    | Jornada 3                | Jornada 3    | Jornada 3 | Jornada 3           | Jornada 3      |
| Local            | Resultado | Visitante    | Estadio                  | Fecha        | Hora      | Árbitro             | Directo TV     |
| ---------------- | --------- | ------------ | ------------------------ | ------------ | --------- | ------------------- | -------------- |
| Águila           | 2 - 1     | 11 Deportivo | Juan Francisco Barraza   | 10 de agosto | 15:30     | Francisco Quinteros | Canal 4        |
| Isidro Metapán   | 2 - 1     | El Vencedor  | Jorge "Calero" Suárez    | 10 de agosto | 16:00     | Joel Aguilar        | No transmitido |
| Municipal Limeño | 2 - 1     | Jocoro       | Dr. Ramón Flores Berríos | 11 de agosto | 15:00     | Vicente Ruíz        | No transmitido |
| Independiente    | 1 - 1     | FAS          | Jiboa                    | 11 de agosto | 15:15     | Germán Martínez     | No transmitido |
| Alianza          | 1 - 0     | Chalatenango | Cuscatlán                | 11 de agosto | 15:30     | Elmer Martínez      | Canal 4        |
| Sonsonate        | 2 - 1     | Santa Tecla  | Ana Mercedes Campos      | 11 de agosto | 16:00     | Giovanni Corona     | Tigo Sports    |

| Jornada 4    | Jornada 4 | Jornada 4        | Jornada 4                | Jornada 4    | Jornada 4 | Jornada 4        | Jornada 4      |
| Local        | Resultado | Visitante        | Estadio                  | Fecha        | Hora      | Árbitro          | Directo TV     |
| ------------ | --------- | ---------------- | ------------------------ | ------------ | --------- | ---------------- | -------------- |
| El Vencedor  | 2 - 2     | Sonsonate        | Jiboa                    | 14 de agosto | 15:30     | Obed Flores      | No Transmitido |
| Chalatenango | 1 - 0     | Águila           | José Gregorio Martínez   | 14 de agosto | 16:00     | Héctor Salazar   | No Transmitido |
| Jocoro       | 1 - 2     | Alianza          | Dr. Ramón Flores Berríos | 14 de agosto | 16:00     | Germán Martínez  | Canal 4        |
| Santa Tecla  | 0 - 0     | Municipal Limeño | Las Delicias             | 14 de agosto | 19:15     | Edgar Ramírez    | Tigo Sports    |
| 11 Deportivo | 1 - 1     | Independiente    | Ana Mercedes Campos      | 15 de agosto | 19:00     | Rodolfo Castillo | Tigo Sports    |
| FAS          | 1 - 0     | Isidro Metapán   | Cuscatlán                | 15 de agosto | 19:30     | Jaime Herrera    | Canal 4        |

| Jornada 5      | Jornada 5 | Jornada 5        | Jornada 5              | Jornada 5    | Jornada 5 | Jornada 5           | Jornada 5      |
| Local          | Resultado | Visitante        | Estadio                | Fecha        | Hora      | Árbitro             | Directo TV     |
| -------------- | --------- | ---------------- | ---------------------- | ------------ | --------- | ------------------- | -------------- |
| El Vencedor    | 1 - 1     | FAS              | Jiboa                  | 17 de agosto | 15:30     | Héctor Salazar      | No Transmitido |
| Águila         | 2 - 0     | Jocoro           | Juan Francisco Barraza | 17 de agosto | 15:45     | Giovanni Corona     | Canal 4        |
| Sonsonate      | 3 - 2     | Municipal Limeño | Ana Mercedes Campos    | 17 de agosto | 18:30     | Elmer Martínez      | No Trasmitido  |
| Isidro Metapán | 1 - 2     | 11 Deportivo     | Jorge Calero Suárez    | 17 de agosto | 19:00     | Filiberto Martínez  | No Trasmitido  |
| Alianza        | 1 - 0     | Santa Tecla      | Cuscatlán              | 17 de agosto | 19:00     | Edgar Ramírez       | Canal 4        |
| Independiente  | 0 - 1     | Chalatenango     | Jiboa                  | 18 de agosto | 13:15     | Francisco Quinteros | No Transmitido |

| Jornada 6        | Jornada 6 | Jornada 6      | Jornada 6                | Jornada 6        | Jornada 6 | Jornada 6           | Jornada 6      |
| Local            | Resultado | Visitante      | Estadio                  | Fecha            | Hora      | Árbitro             | Directo TV     |
| ---------------- | --------- | -------------- | ------------------------ | ---------------- | --------- | ------------------- | -------------- |
| Jocoro           | 0 - 1     | Independiente  | Dr. Ramón Flores Berríos | 24 de agosto     | 15:30     | Joel Aguilar        | Canal 4        |
| Chalatenango     | 3 - 3     | Isidro Metapán | José Gregorio Martínez   | 24 de agosto     | 18:30     | Iván Barton         | No Transmitido |
| Municipal Limeño | 1 - 0     | Alianza        | Dr. Ramón Flores Berríos | 25 de agosto     | 15:00     | Francisco Quinteros | Tigo Sports    |
| 11 Deportivo     | 0 - 4     | El Vencedor    | Ana Mercedes Campos      | 25 de agosto     | 15:00     | Edgar Ramírez       | No Transmitido |
| FAS              | 3 - 0     | Sonsonate      | Cuscatlán                | 25 de agosto     | 15:30     | Filiberto Martínez  | Canal 4        |
| Santa Tecla      | 2 - 1     | Águila         | Las Delicias             | 25 de septiembre | 19:15     | Germán Martínez     | Tigo Sports    |

| Jornada 7      | Jornada 7 | Jornada 7        | Jornada 7              | Jornada 7       | Jornada 7 | Jornada 7      | Jornada 7      |
| Local          | Resultado | Visitante        | Estadio                | Fecha           | Hora      | Árbitro        | Directo TV     |
| -------------- | --------- | ---------------- | ---------------------- | --------------- | --------- | -------------- | -------------- |
| El Vencedor    | 1 - 1     | Chalatenango     | Jiboa                  | 31 de agosto    | 15:30     | Joel Aguilar   | No Transmitido |
| Sonsonate      | 1 - 4     | Alianza          | Ana Mercedes Campos    | 31 de agosto    | 18:30     | Vicente Ruíz   | Canal 4        |
| Isidro Metapán | 1 - 0     | Jocoro           | Jorge "Calero" Suárez  | 31 de agosto    | 19:00     | Alirio Reyes   | Tigo Sports    |
| Independiente  | 0 - 5     | Santa Tecla      | Jiboa                  | 1 de septiembre | 15:15     | Ismael Cornejo | No Transmitido |
| FAS            | 2 - 2     | 11 Deportivo     | Cuscatlán              | 1 de septiembre | 15:30     | Elmer Martínez | Tigo Sports    |
| Águila         | 2 - 3     | Municipal Limeño | Juan Francisco Barraza | 1 de septiembre | 15:30     | Iván Barton    | Canal 4        |

| Jornada 8        | Jornada 8 | Jornada 8      | Jornada 8                | Jornada 8        | Jornada 8 | Jornada 8     | Jornada 8      |
| Local            | Resultado | Visitante      | Estadio                  | Fecha            | Hora      | Árbitro       | Directo TV     |
| ---------------- | --------- | -------------- | ------------------------ | ---------------- | --------- | ------------- | -------------- |
| Jocoro           | 0 - 3     | El Vencedor    | Dr. Ramón Flores Berríos | 8 de septiembre  | 13:30     |               | Canal 4        |
| Municipal Limeño | 2 - 3     | Independiente  | Dr. Ramón Flores Berríos | 8 de septiembre  | 15:45     |               | Canal 4        |
| Chalatenango     | 1 - 1     | FAS            | José Gregorio Martínez   | 8 de septiembre  | 16:00     |               | No Transmitido |
| 11 Deportivo     | 2 - 3     | Sonsonate      | Ana Mercedes Campos      | 11 de septiembre | 19:00     |               | Tigo Sports    |
| Santa Tecla      | 2 - 2     | Isidro Metapán | Las Delicias             | 12 de septiembre | 19:15     |               | Tigo Sports    |
| Alianza          | 2 - 0     | Águila         | Cuscatlán                | 12 de septiembre | 19:30     | Jaime Herrera | Canal 4        |

| Jornada 9        | Jornada 9 | Jornada 9      | Jornada 9                | Jornada 9        | Jornada 9 | Jornada 9           | Jornada 9      |
| Local            | Resultado | Visitante      | Estadio                  | Fecha            | Hora      | Árbitro             | Directo TV     |
| ---------------- | --------- | -------------- | ------------------------ | ---------------- | --------- | ------------------- | -------------- |
| El Vencedor      | 1 - 1     | Santa Tecla    | Jiboa                    | 14 de septiembre | 15:30     | Iván Barton         | No Transmitido |
| 11 Deportivo     | 0 - 3     | Chalatenango   | Ana Mercedes Campos      | 14 de septiembre | 15:30     | Héctor Salazar      | Canal 4        |
| Sonsonate        | 2 - 0     | Águila         | Ana Mercedes Campos      | 14 de septiembre | 18:30     | Francisco Quinteros | Canal 4        |
| FAS              | 1 - 2     | Jocoro         | Cuscatlán                | 15 de septiembre | 15:30     | Joel Aguilar        | Canal 4        |
| Independiente    | 1 - 1     | Alianza        | Jiboa                    | 15 de septiembre | 15:30     | Elmer Martínez      | No Transmitido |
| Municipal Limeño | 1 - 1     | Isidro Metapán | Dr. Ramón Flores Berríos | 25 de septiembre | 15:30     | Jaime Herrera       | No Transmitido |

| Jornada 10     | Jornada 10 | Jornada 10       | Jornada 10               | Jornada 10       | Jornada 10 | Jornada 10         | Jornada 10     |
| Local          | Resultado  | Visitante        | Estadio                  | Fecha            | Hora       | Árbitro            | Directo TV     |
| -------------- | ---------- | ---------------- | ------------------------ | ---------------- | ---------- | ------------------ | -------------- |
| Jocoro         | 1 - 0      | 11 Deportivo     | Dr. Ramón Flores Berríos | 18 de septiembre | 15:30      | Giovanni Corona    | No Transmitido |
| El Vencedor    | 1 - 0      | Municipal Limeño | Sergio Torres            | 18 de septiembre | 15:30      | Vicente Ruíz       | No Transmitido |
| Águila         | 1 - 0      | Independiente    | Juan Francisco Barraza   | 18 de septiembre | 15:30      | Alirio Reyes       | No Transmitido |
| Sonsonate      | 2 - 1      | Chalatenango     | Ana Mercedes Campos      | 18 de septiembre | 19:00      | Joel Aguilar       | No Transmitido |
| Santa Tecla    | 3 - 1      | FAS              | Las Delicias             | 18 de septiembre | 19:15      | Ismael Cornejo     | Canal 4        |
| Isidro Metapán | 1 - 2      | Alianza          | Jorge "Calero" Suárez    | 18 de septiembre | 19:30      | Filiberto Martínez | Tigo Sports    |

| Jornada 11       | Jornada 11 | Jornada 11  | Jornada 11               | Jornada 11       | Jornada 11 | Jornada 11     | Jornada 11     |
| Local            | Resultado  | Visitante   | Estadio                  | Fecha            | Hora       | Árbitro        | Directo TV     |
| ---------------- | ---------- | ----------- | ------------------------ | ---------------- | ---------- | -------------- | -------------- |
| Chalatenango     | 2 - 2      | Jocoro      | José Gregorio Martínez   | 21 de septiembre | 18:30      | Fermín Morales | No Transmitido |
| Isidro Metapán   | 2 - 0      | Águila      | Jorge "Calero" Suárez    | 21 de septiembre | 19:15      | Rodolfo Toruño | Tigo Sports    |
| 11 Deportivo     | 2 - 3      | Santa Tecla | Ana Mercedes Campos      | 22 de septiembre | 15:00      | Waldir García  | No Transmitido |
| Independiente    | 1 - 1      | Sonsonate   | Jiboa                    | 22 de septiembre | 15:15      | Erick Corleto  | No Transmitido |
| Municipal Limeño | 1 - 2      | FAS         | Dr. Ramón Flores Berríos | 22 de septiembre | 15:15      | Elmer Martínez | Tigo Sports    |
| El Vencedor      | 2 - 0      | Alianza     | Sergio Torres            | 22 de septiembre | 15:30      | Ismael Cornejo | Canal 4        |

### Segunda Vuelta
| Jornada 12     | Jornada 12 | Jornada 12       | Jornada 12               | Jornada 12       | Jornada 12 | Jornada 12          | Jornada 12     |
| Local          | Resultado  | Visitante        | Estadio                  | Fecha            | Hora       | Árbitro             | Directo TV     |
| -------------- | ---------- | ---------------- | ------------------------ | ---------------- | ---------- | ------------------- | -------------- |
| 11 Deportivo   | 0 - 1      | Municipal Limeño | Ana Mercedes Campos      | 28 de septiembre | 15:00      | Giovanni Corona     | Tigo Sports    |
| Jocoro         | 0 - 1      | Sonsonate        | Dr. Ramón Flores Berríos | 28 de septiembre | 15:30      | Héctor Salazar      | No Transmitido |
| Chalatenango   | 3 - 0      | Santa Tecla      | José Gregorio Martínez   | 28 de septiembre | 18:30      | Obed Flores         | No Transmitido |
| Isidro Metapán | 4 - 2      | Independiente    | Jorge "Calero" Suárez    | 28 de septiembre | 19:15      | Francisco Quinteros | Canal 4        |
| FAS            | 2 - 2      | Alianza          | Cuscatlán                | 29 de septiembre | 15:15      | Joel Aguilar        | Canal 4        |
| El Vencedor    | 0 - 0      | Águila           | Sergio Torres Rivera     | 29 de septiembre | 15:30      | Iván Barton         | Tigo Sports    |

| Jornada 13       | Jornada 13 | Jornada 13     | Jornada 13               | Jornada 13       | Jornada 13  | Jornada 13      | Jornada 13     |
| Local            | Resultado  | Visitante      | Estadio                  | Fecha            | Hora        | Árbitro         | Directo TV     |
| ---------------- | ---------- | -------------- | ------------------------ | ---------------- | ----------- | --------------- | -------------- |
| Santa Tecla      | 2 - 0      | Jocoro         | Las Delicias             | 4 de octubre     | 19:15       | Vicente Ruíz    | Tigo Sports    |
| Águila           | 1 - 2      | FAS            | Juan Francisco Barraza   | 5 de octubre     | 15:30       | Germán Martínez | Canal 4        |
| Sonsonate        | 2 - 0      | Isidro Metapán | Ana Mercedes Campos      | 5 y 6 de octubre | 18:30 10:00 | Jaime Herrera   | Canal 4        |
| Alianza          | 2 - 1      | 11 Deportivo   | Cuscatlán                | 6 de octubre     | 15:15       | Arbi Medrano    | Canal 4        |
| Municipal Limeño | 1 - 3      | Chalatenango   | Dr. Ramón Flores Berríos | 6 de octubre     | 15:15       | Iván Barton     | Tigo Sports    |
| Independiente    | 1 - 2      | El Vencedor    | Jiboa                    | 6 de octubre     | 15:15       | Joel Aguilar    | No Transmitido |

| Jornada 15       | Jornada 15 | Jornada 15   | Jornada 15               | Jornada 15    | Jornada 15 | Jornada 15    | Jornada 15     |
| Local            | Resultado  | Visitante    | Estadio                  | Fecha         | Hora       | Árbitro       | Directo TV     |
| ---------------- | ---------- | ------------ | ------------------------ | ------------- | ---------- | ------------- | -------------- |
| Alianza          | 1 - 0      | Jocoro       | Cuscatlán                | 17 de octubre | 19:30      | Jaime Herrera | Canal 4        |
| Municipal Limeño | 2 - 2      | Santa Tecla  | Dr. Ramón Flores Berríos | 23 de octubre | 14:45      |               | No Transmitido |
| Águila           | 2 - 2      | Chalatenango | Juan Francisco Barraza   | 23 de octubre | 15:15      |               | Tigo Sports    |
| Independiente    | 3 - 0      | 11 Deportivo | Jiboa                    | 23 de octubre | 15:30      |               | No Transmitido |
| Sonsonate        | 3 - 2      | El Vencedor  | Ana Mercedes Campos      | 23 de octubre | 19:00      |               | No Transmitido |
| Isidro Metapán   | 0 - 2      | FAS          | Jorge "Calero" Suárez    | 23 de octubre | 19:30      | Joel Aguilar  | Tigo Sports    |

| Jornada 14   | Jornada 14 | Jornada 14       | Jornada 14               | Jornada 14    | Jornada 14 | Jornada 14          | Jornada 14     |
| Local        | Resultado  | Visitante        | Estadio                  | Fecha         | Hora       | Árbitro             | Directo TV     |
| ------------ | ---------- | ---------------- | ------------------------ | ------------- | ---------- | ------------------- | -------------- |
| El Vencedor  | 2 - 2      | Isidro Metapán   | Sergio Torres            | 18 de octubre | 15:15      | Ismael Cornejo      | Tigo Sports    |
| Santa Tecla  | 3 - 1      | Sonsonate        | Las Delicias             | 19 de octubre | 17:00      | Filiberto Martínez  | Canal 4        |
| Chalatenango | 0 - 2      | Alianza          | José Gregorio Martínez   | 19 de octubre | 18:30      | Giovanni Corona     | No Transmitido |
| Jocoro       | 1 - 2      | Municipal Limeño | Dr. Ramón Flores Berríos | 20 de octubre | 15:00      | Francisco Quinteros | No Transmitido |
| 11 Deportivo | 0 - 1      | Águila           | Arturo Simeón Magaña     | 20 de octubre | 15:00      | Joel Aguilar        | Tigo Sports    |
| FAS          | 3 - 1      | Independiente    | Cuscatlán                | 20 de octubre | 15:15      | Edgar Ramírez       | Canal 4        |

| Jornada 16       | Jornada 16 | Jornada 16     | Jornada 16               | Jornada 16    | Jornada 16 | Jornada 16          | Jornada 16     |
| Local            | Resultado  | Visitante      | Estadio                  | Fecha         | Hora       | Árbitro             | Directo TV     |
| ---------------- | ---------- | -------------- | ------------------------ | ------------- | ---------- | ------------------- | -------------- |
| Jocoro           | 2 - 2      | Águila         | Dr. Ramón Flores Berríos | 26 de octubre | 15:15      | Edgar Ramírez       | Tigo Sports    |
| Chalatenango     | 3 - 1      | Independiente  | José Gregorio Martínez   | 26 de octubre | 18:30      | Fermín Morales      | No Transmitido |
| Municipal Limeño | 3 - 1      | Sonsonate      | Dr. Ramón Flores Berríos | 27 de octubre | 14:45      | Giovanni Corona     | No Transmitido |
| 11 Deportivo     | 1 - 1      | Isidro Metapán | Arturo Simeón Magaña     | 27 de octubre | 15:00      | Francisco Quinteros | No Transmitido |
| FAS              | 4 - 1      | El Vencedor    | Cuscatlán                | 27 de octubre | 15:15      | Jaime Herrera       | Tigo Sports    |
| Santa Tecla      | 0 - 0      | Alianza        | Las Delicias             | 27 de octubre | 15:15      | Vicente Ruíz        | Canal 4        |

| Jornada 17     | Jornada 17 | Jornada 17       | Jornada 17             | Jornada 17     | Jornada 17 | Jornada 17      | Jornada 17     |
| Local          | Resultado  | Visitante        | Estadio                | Fecha          | Hora       | Árbitro         | Directo TV     |
| -------------- | ---------- | ---------------- | ---------------------- | -------------- | ---------- | --------------- | -------------- |
| Águila         | 1 - 0      | Santa Tecla      | Juan Francisco Barraza | 2 de noviembre | 15:15      | Germán Martínez | Canal 4        |
| Sonsonate      | 1 - 0      | FAS              | Ana Mercedes Campos    | 2 de noviembre | 19:00      | Héctor Salazar  | Tigo Sports    |
| Isidro Metapán | 2 - 2      | Chalatenango     | Jorge "Calero" Suárez  | 2 de noviembre | 19:15      | Arbi Medrano    | No Transmitido |
| El Vencedor    | 0 - 1      | 11 Deportivo     | Sergio Torres Rivera   | 3 de noviembre | 15:00      | Ismael Cornejo  | Tigo Sports    |
| Alianza        | 4 - 1      | Municipal Limeño | Cuscatlán              | 3 de noviembre | 15:15      | Elmer Martínez  | Canal 4        |
| Independiente  | 2 - 1      | Jocoro           | Jiboa                  | 3 de noviembre | 15:15      | Joel Aguilar    | No Transmitido |

| Jornada 18       | Jornada 18 | Jornada 18     | Jornada 18               | Jornada 18      | Jornada 18 | Jornada 18          | Jornada 18     |
| Local            | Resultado  | Visitante      | Estadio                  | Fecha           | Hora       | Árbitro             | Directo TV     |
| ---------------- | ---------- | -------------- | ------------------------ | --------------- | ---------- | ------------------- | -------------- |
| Jocoro           | 0 - 1      | Isidro Metapán | Dr. Ramón Flores Berríos | 9 de noviembre  | 15:00      | Alirio Reyes        | No Transmitido |
| Santa Tecla      | 1 - 1      | Independiente  | Las Delicias             | 9 de noviembre  | 17:00      | Giovanni Corona     | Tigo Sports    |
| Chalatenango     | 0 - 0      | El Vencedor    | José Gregorio Martínez   | 9 de noviembre  | 18:30      | Francisco Quinteros | No Transmitido |
| Alianza (C)      | 3 - 1      | Sonsonate      | Cuscatlán                | 9 de noviembre  | 19:00      | Jaime Herrera       | Canal 4        |
| Municipal Limeño | 0 - 0      | Águila         | Dr. Ramón Flores Berríos | 10 de noviembre | 14:45      | Joel Aguilar        | Canal 4        |
| 11 Deportivo     | 1 - 1      | FAS            | Arturo Simeón Magaña     | 10 de noviembre | 15:00      | Filiberto Martínez  | Tigo Sports    |

| Jornada 19     | Jornada 19 | Jornada 19       | Jornada 19             | Jornada 19      | Jornada 19 | Jornada 19         | Jornada 19     |
| Local          | Resultado  | Visitante        | Estadio                | Fecha           | Hora       | Árbitro            | Directo TV     |
| -------------- | ---------- | ---------------- | ---------------------- | --------------- | ---------- | ------------------ | -------------- |
| El Vencedor    | 1 - 2      | Jocoro           | Sergio Torres Rivera   | 17 de noviembre | 15:00      | Héctor Salazar     | No Transmitido |
| Independiente  | 2 - 2      | Municipal Limeño | Jiboa                  | 17 de noviembre | 15:15      | Filiberto Martínez | No Transmitido |
| Sonsonate      | 0 - 4      | 11 Deportivo     | Ana Mercedes Campos    | 17 de noviembre | 16:00      | Rodolfo Toruño     | No Transmitido |
| FAS            | 4 - 0      | Chalatenango     | Cuscatlán              | 20 de noviembre | 19:30      | Elmer Martínez     | No Transmitido |
| Isidro Metapán | 0 - 0      | Santa Tecla      | Jorge "Calero" Suárez  | 20 de noviembre | 19:30      | Vicente Ruíz       | Tigo Sports    |
| Águila         | 0 - 0      | Alianza          | Juan Francisco Barraza | 21 de noviembre | 15:00      | Iván Barton        | Tigo Sports    |

| Jornada 20     | Jornada 20 | Jornada 20       | Jornada 20               | Jornada 20      | Jornada 20 | Jornada 20          | Jornada 20     |
| Local          | Resultado  | Visitante        | Estadio                  | Fecha           | Hora       | Árbitro             | Directo TV     |
| -------------- | ---------- | ---------------- | ------------------------ | --------------- | ---------- | ------------------- | -------------- |
| Jocoro         | 1 - 2      | FAS (C)          | Dr. Ramón Flores Berríos | 23 de noviembre | 14:30      | Germán Martínez     | No Transmitido |
| Santa Tecla    | 1 - 3      | El Vencedor      | Las Delicias             | 23 de noviembre | 17:30      | Joel Aguilar        | Tigo Sports    |
| Chalatenango   | 3 - 0      | 11 Deportivo     | José Gregorio Martínez   | 23 de noviembre | 18:30      | Roberto Romero      | No Transmitido |
| Isidro Metapán | 0 - 2      | Municipal Limeño | Jorge "Calero" Suárez    | 23 de noviembre | 19:15      | Ismael Cornejo      | No Transmitido |
| Águila         | 2 - 1      | Sonsonate        | Juan Francisco Barraza   | 24 de noviembre | 15:00      | Francisco Quinteros | Tigo Sports    |
| Alianza        | 0 - 0      | Independiente    | Cuscatlán                | 24 de noviembre | 15:15      | Edgar Ramírez       | Canal 4        |

| Jornada 21           | Jornada 21 | Jornada 21     | Jornada 21               | Jornada 21      | Jornada 21 | Jornada 21      | Jornada 21     |
| Local                | Resultado  | Visitante      | Estadio                  | Fecha           | Hora       | Árbitro         | Directo TV     |
| -------------------- | ---------- | -------------- | ------------------------ | --------------- | ---------- | --------------- | -------------- |
| Chalatenango         | 2 - 4      | Sonsonate (C)  | José Gregorio Martínez   | 27 de noviembre | 15:00      | Joel Aguilar    | No Transmitido |
| 11 Deportivo         | 2 - 2      | Jocoro         | Arturo Simeón Magaña     | 27 de noviembre | 15:00      | Jaime Herrera   | No Transmitido |
| FAS (C)              | 2 - 1      | Santa Tecla    | Óscar Alberto Quiteño    | 27 de noviembre | 15:00      | Ismael Cornejo  | Canal 4        |
| Municipal Limeño (C) | 0 - 1      | El Vencedor    | Dr. Ramón Flores Berríos | 27 de noviembre | 15:00      | Germán Martínez | No Transmitido |
| Independiente        | 0 - 1      | Águila (C)     | Sergio Torres Rivera     | 27 de noviembre | 15:00      | Elmer Martínez  | No Transmitido |
| Alianza              | 2 - 1      | Isidro Metapán | Cuscatlán                | 27 de noviembre | 15:00      | Giovanni Corona | Tigo Sports    |

| Jornada 22      | Jornada 22 | Jornada 22       | Jornada 22               | Jornada 22     | Jornada 22 | Jornada 22          | Jornada 22     |
| Local           | Resultado  | Visitante        | Estadio                  | Fecha          | Hora       | Árbitro             | Directo TV     |
| --------------- | ---------- | ---------------- | ------------------------ | -------------- | ---------- | ------------------- | -------------- |
| Jocoro          | 4 - 1      | Chalatenango     | Dr. Ramón Flores Berríos | 1 de diciembre | 15:00      | Iván Barton         | No Transmitido |
| Santa Tecla (C) | 2 - 1      | 11 Deportivo     | Las Delicias             | 1 de diciembre | 15:00      | Francisco Quinteros | No Transmitido |
| FAS             | 0 - 1      | Municipal Limeño | Óscar Alberto Quiteño    | 1 de diciembre | 15:00      | Arbi Medrano        | Tigo Sports    |
| Águila          | 1 - 2      | Isidro Metapán   | Juan Francisco Barraza   | 1 de diciembre | 15:00      | Héctor Salazar      | Canal 4        |
| Sonsonate       | 1 - 1      | Independiente    | Ana Mercedes Campos      | 1 de diciembre | 15:00      | Vicente Ruíz        | No Transmitido |
| Alianza         | 4 - 3      | El Vencedor      | Cuscatlán                | 1 de diciembre | 15:00      | Filiberto Martínez  | No Transmitido |

## Fase Final

### Eliminatorias
|  | Repechaje 4 y 5 de diciembre (ida) 7 y 8 de diciembre (vuelta) | Repechaje 4 y 5 de diciembre (ida) 7 y 8 de diciembre (vuelta) | Repechaje 4 y 5 de diciembre (ida) 7 y 8 de diciembre (vuelta) | Repechaje 4 y 5 de diciembre (ida) 7 y 8 de diciembre (vuelta) | Repechaje 4 y 5 de diciembre (ida) 7 y 8 de diciembre (vuelta) |  |  | Semifinales 11 y 12 de diciembre (ida) 14 y 15 de diciembre (vuelta) | Semifinales 11 y 12 de diciembre (ida) 14 y 15 de diciembre (vuelta) | Semifinales 11 y 12 de diciembre (ida) 14 y 15 de diciembre (vuelta) | Semifinales 11 y 12 de diciembre (ida) 14 y 15 de diciembre (vuelta) | Semifinales 11 y 12 de diciembre (ida) 14 y 15 de diciembre (vuelta) |  |  | Final 22 de diciembre | Final 22 de diciembre | Final 22 de diciembre | Final 22 de diciembre | Final 22 de diciembre |
|  |                                                                |                                                                |                                                                |                                                                |                                                                |  |  |                                                                      |                                                                      |                                                                      |                                                                      |                                                                      |  |  |                       |                       |                       |                       |                       |
|  |                                                                |                                                                |                                                                |                                                                |                                                                |  |  | 1.°                                                                  | Alianza                                                              | 0                                                                    | 4                                                                    | 4                                                                    |  |  |                       |                       |                       |                       |                       |
|  | 3.°                                                            | Sonsonate                                                      | 0                                                              | 1                                                              | 1                                                              |  |  | 4.°                                                                  | Sonsonate                                                            | 0                                                                    | 1                                                                    | 1                                                                    |  |  |                       |                       |                       |                       |                       |
|  | 6.°                                                            | Águila                                                         | 1                                                              | 0                                                              | 1                                                              |  |  |                                                                      |                                                                      |                                                                      |                                                                      |                                                                      |  |  | 1.°                   | Alianza               | 1                     |                       |                       |
|  |                                                                |                                                                |                                                                |                                                                |                                                                |  |  |                                                                      |                                                                      |                                                                      |                                                                      |                                                                      |  |  | 2.°                   | FAS                   | 0                     |                       |                       |
|  |                                                                |                                                                |                                                                |                                                                |                                                                |  |  | 2.°                                                                  | FAS                                                                  | 1                                                                    | 0                                                                    | 1                                                                    |  |  |                       |                       |                       |                       |                       |
|  | 4.°                                                            | Municipal Limeño                                               | 0                                                              | 2                                                              | 2                                                              |  |  | 6.°                                                                  | SantaTecla                                                           | 1                                                                    | 0                                                                    | 1                                                                    |  |  |                       |                       |                       |                       |                       |
|  | 5.°                                                            | Santa Tecla                                                    | 3                                                              | 0                                                              | 3                                                              |  |  |                                                                      |                                                                      |                                                                      |                                                                      |                                                                      |  |  |                       |                       |                       |                       |                       |

#### Repechajes

##### Municipal Limeño vs Santa Tecla
| 4 de diciembre de 2019, 17:15 | Santa Tecla                                 | 3 - 0   | Municipal Limeño | Estadio Las Delicias, Santa Tecla, La Libertad |                            |
|                               | - K. Reyes 9' - G. Baires 24' - A. Polo 57' | Reporte |                  | Árbitro(s): Ismael Cornejo                     | Árbitro(s): Ismael Cornejo |

| 8 de diciembre de 2019, 14:30 | Municipal Limeño                                | 2 - 0 (Global 2 - 3) | Santa Tecla | Estadio Dr. Ramón Flores Berríos, Santa Rosa de Lima, La Unión |                           |
|                               | - C. Zúñiga 4' (pen.) - Y. Salamanca 76' (t.l.) | Reporte              |             | Árbitro(s): Jaime Herrera                                      | Árbitro(s): Jaime Herrera |

##### Sonsonate vs Águila
| 5 de diciembre de 2019, 19:15 | Águila          | 1 - 0   | Sonsonate | Estadio Cuscatlán, San Salvador, San Salvador |                          |
|                               | - G. da Luz 58' | Reporte |           | Árbitro(s): Joel Aguilar                      | Árbitro(s): Joel Aguilar |

| 7 de diciembre de 2019, 19:00                            | Sonsonate         | 1 - 0 (Global 1 - 1) | Águila | Estadio Ana Mercedes Campos, Sonsonate, Sonsonate          |                                                            |
|                                                          | - R. González 32' | Reporte              |        | Asistencia: 3,533 espectadores Árbitro(s): Germán Martínez | Asistencia: 3,533 espectadores Árbitro(s): Germán Martínez |
| Sonsonate clasifica a semifinales por ventaja deportiva. |                   |                      |        |                                                            |                                                            |

#### Semifinales

##### Alianza vs Sonsonate
| 11 de diciembre de 2019, 19:15 | Sonsonate | 0 - 0   | Alianza | Estadio Ana Mercedes Campos, Sonsonate, Sonsonate |                         |
|                                |           | Reporte |         | Árbitro(s): Iván Barton                           | Árbitro(s): Iván Barton |

| 15 de diciembre de 2019, 17:00 | Alianza                                                   | 4 - 1 (Global 4 - 1) | Sonsonate                 | Estadio Cuscatlán, San Salvador, San Salvador |                            |
|                                | - R. Peñaranda 5', 37' - Ó. Cerén 57' - I. Portillo 90+2' | Reporte              | - 13' (pen.) W. Maldonado | Árbitro(s): Ismael Cornejo                    | Árbitro(s): Ismael Cornejo |

##### FAS vs Santa Tecla
| 12 de diciembre de 2019, 19:30 | Santa Tecla   | 1 - 1   | FAS                | Estadio Las Delicias, Santa Tecla, La Libertad |                          |
|                                | - H. Sosa 32' | Reporte | - 42' G. Stradella | Árbitro(s): Joel Aguilar                       | Árbitro(s): Joel Aguilar |

| 15 de diciembre de 2019, 15:00                  | FAS | 0 - 0 (Global 1 - 1) | Santa Tecla | Estadio Óscar Alberto Quiteño, Santa Ana, Santa Ana |                             |
|                                                 |     | Reporte              |             | Árbitro(s): Germán Martínez                         | Árbitro(s): Germán Martínez |
| FAS clasifica a la final por ventaja deportiva. |     |                      |             |                                                     |                             |

### Final
| 22 de diciembre de 2019 | Alianza                 | 1 - 0   | FAS | Estadio Cuscatlán, San Salvador, San Salvador |                             |
|                         | Ibsen Castro 66' (a.g.) | Reporte |     | Árbitro(s): Germán Martínez                   | Árbitro(s): Germán Martínez |

| 1          | Guardameta     | Rafael García        |     |
| 4          | Defensa        | Iván Mancía          |     |
| 12         | Defensa        | Rubén Marroquín      |     |
| 15         | Defensa        | Jonathan Jiménez     |     |
| 16         | Defensa        | Henry Romero         |     |
| 6          | Centrocampista | Narciso Orellana     |     |
| 9          | Centrocampista | Óscar Cerén          |     |
| 10         | Centrocampista | Cristian Olivera     | 83' |
| 11         | Centrocampista | Juan Carlos Portillo | 73' |
| 21         | Centrocampista | Marvin Monterroza    | 45' |
| 7          | Delantero      | Raúl Peñaranda       |     |
| Entrenador | Entrenador     | Wilson Gutiérrez     |     |

| 30         | Guardameta     | Nicolás Pacheco     |     |
| 2          | Defensa        | Xavier García       |     |
| 5          | Defensa        | Éder Moscoso        |     |
| 17         | Defensa        | Alberto Henríquez   |     |
| 20         | Defensa        | Ibsen Castro        |     |
| 4          | Centrocampista | Diego Chávez        | 84' |
| 8          | Centrocampista | Bryan Landaverde    |     |
| 14         | Centrocampista | Julio Amaya         |     |
| 22         | Centrocampista | Guillermo Stradella |     |
| 16         | Delantero      | Bryan Gil           |     |
| 29         | Delantero      | Josué Rivera        | 62' |
| Entrenador | Entrenador     | Guillermo Rivera    |     |

| 27 | Centrocampista | Isaac Portillo  | 45' |
| 17 | Centrocampista | Alexander Larín | 73' |
| 8  | Centrocampista | Óscar Rodríguez | 83' |

| 12 | Delantero | Jeison Quiñónez | 62' |
| 11 | Delantero | Bryan Paz       | 84' |
|    |           |                 |     |

| Anotado · Autogol | 66' | Ibsen Castro | 1–0 |

| Amonestado | 24' | Juan Carlos Portillo |

| Amonestado | 36' | Josué Rivera        |
| Amonestado | 43' | Guillermo Stradella |
| Amonestado | 70' | Alberto Henríquez   |

| Árbitro             | Germán Martínez      |
| Árbitros asistentes | Juan Francisco Zumba |
| Árbitros asistentes | Geovanny García      |
| Cuarto Árbitro      | Edgar Ramírez        |

| 1          | Guardameta     | Rafael García        |     |
| 4          | Defensa        | Iván Mancía          |     |
| 12         | Defensa        | Rubén Marroquín      |     |
| 15         | Defensa        | Jonathan Jiménez     |     |
| 16         | Defensa        | Henry Romero         |     |
| 6          | Centrocampista | Narciso Orellana     |     |
| 9          | Centrocampista | Óscar Cerén          |     |
| 10         | Centrocampista | Cristian Olivera     | 83' |
| 11         | Centrocampista | Juan Carlos Portillo | 73' |
| 21         | Centrocampista | Marvin Monterroza    | 45' |
| 7          | Delantero      | Raúl Peñaranda       |     |
| Entrenador | Entrenador     | Wilson Gutiérrez     |     |

| 30         | Guardameta     | Nicolás Pacheco     |     |
| 2          | Defensa        | Xavier García       |     |
| 5          | Defensa        | Éder Moscoso        |     |
| 17         | Defensa        | Alberto Henríquez   |     |
| 20         | Defensa        | Ibsen Castro        |     |
| 4          | Centrocampista | Diego Chávez        | 84' |
| 8          | Centrocampista | Bryan Landaverde    |     |
| 14         | Centrocampista | Julio Amaya         |     |
| 22         | Centrocampista | Guillermo Stradella |     |
| 16         | Delantero      | Bryan Gil           |     |
| 29         | Delantero      | Josué Rivera        | 62' |
| Entrenador | Entrenador     | Guillermo Rivera    |     |

| 27 | Centrocampista | Isaac Portillo  | 45' |
| 17 | Centrocampista | Alexander Larín | 73' |
| 8  | Centrocampista | Óscar Rodríguez | 83' |

| 12 | Delantero | Jeison Quiñónez | 62' |
| 11 | Delantero | Bryan Paz       | 84' |
|    |           |                 |     |

| Anotado · Autogol | 66' | Ibsen Castro | 1–0 |

| Amonestado | 24' | Juan Carlos Portillo |

| Amonestado | 36' | Josué Rivera        |
| Amonestado | 43' | Guillermo Stradella |
| Amonestado | 70' | Alberto Henríquez   |

| Árbitro             | Germán Martínez      |
| Árbitros asistentes | Juan Francisco Zumba |
| Árbitros asistentes | Geovanny García      |
| Cuarto Árbitro      | Edgar Ramírez        |

|                             |
| Campeón Alianza 14.° título |

## Estadísticas

### Tabla de goleadores (Top 10)
| Pos. | Jugador            | Equipo           | Goles | Partidos | Promedio | Minutos |
| ---- | ------------------ | ---------------- | ----- | -------- | -------- | ------- |
| 1    | Nicolás Muñoz      | El Vencedor      | 19    | 22       | 0.86     | 1902    |
| 2    | Armando Polo       | Santa Tecla      | 16    | 23       | 0.69     | 1948    |
| 3    | Brayan Gil Hurtado | FAS              | 16    | 25       | 0.6      | 2111    |
| 4    | Clayvin Zúñiga     | Municipal Limeño | 14    | 22       | 0.63     | 1961    |
| 5    | Raúl Peñaranda     | Alianza          | 13    | 20       | 0.65     | 1580    |
| 6    | Craig Foster       | Chalatenango     | 10    | 18       | 0.55     | 1552    |
| 7    | Diego Areco        | Jocoro           | 10    | 18       | 0.55     | 1453    |
| 8    | Michell Mercado    | El Vencedor      | 7     | 20       | 0.35     | 1774    |
| 9    | Tardelis Peña      | Independiente    | 7     | 20       | 0.35     | 1785    |
| 10   | David Díaz         | Isidro Metapán   | 6     | 19       | 0.31     | 1041    |

### Récords
- Primer gol de la temporada:  Ricardo Ferreira del Santa Tecla contra el Chalatenango. (26 de julio de 2019)
- Último gol de la temporada:  Narciso Orellana del Alianza contra FAS en la final (22 de diciembre de 2019)
- Gol más tempranero: 30 Segundos:  Ibsen Castro del FAS contra Municipal Limeño (22 de septiembre de 2019)
- Gol más tardío: 94 minutos:  Wilma Torres del Santa Tecla contra FAS (18 de septiembre de 2019)